# 砂の城・人妻マーガレットの場合
砂の城・人妻マーガレットの場合（すなのしろ・ひとづまマーガレットのばあい、en:Up the Sandbox）は、1972年に公開されたアメリカ合衆国のファンタジーコメディ映画。監督アーヴィン・カーシュナー。出演バーブラ・ストライサンド。

## あらすじ
若妻で2児の母親であるマーガレットはニューヨーク市での日常生活に退屈していた。
あるとき、妊娠していることに気付いたが夫には話さなかった。
代わりに空想の世界に逃げ場を作った。

## キャスト
| 役名                     | 俳優                     | 日本語吹替                                   |
| 役名                     | 俳優                     | フジテレビ版                                 |
| ------------------------ | ------------------------ | -------------------------------------------- |
| マーガレット・レイノルズ | バーブラ・ストライサンド | 北浜晴子                                     |
| ポール・レイノルズ       | デヴィッド・セルビー     | 青野武                                       |
| コーナ夫人               | ジェーン・ホフマン       | 荘司美代子                                   |
| コーナー                 | ジョン・C・ピーチャー    | 村松康雄                                     |
| エリザベス・レイノルズ   | アリアン・ヘラー         | 滝沢久美子                                   |
| ベビーシッター           |                          | 峰あつ子                                     |
| エレン                   |                          | 矢野陽子                                     |
| 医者                     |                          | 大山高男                                     |
| 女博士                   |                          | 山田礼子                                     |
| 警備員                   |                          | 稲葉実                                       |
| 黒人男(1)                |                          | 熊倉重之                                     |
| 黒人男(2)                |                          | 宮下勝                                       |
| 女中                     |                          | 小林由利                                     |
|                          |                          |                                              |
| 演出                     | 演出                     | 好川阿津志                                   |
| 翻訳                     | 翻訳                     | 高橋京子                                     |
| 効果                     | 効果                     | PAG                                          |
| 調整                     | 調整                     | 坂巻四郎                                     |
| 制作                     | 制作                     | グロービジョン                               |
| 解説                     |                          |                                              |
| 初回放送                 | 初回放送                 | 1979年2月10日 『夜のロードショウ』 1:25-2:55 |